# Hov, Sundsvalls kommun
Hov är en bebyggelse i Selångers socken i Sundsvalls kommun i Västernorrlands län.Från 2015 räknas området som en del av tätorten Selånger. Området avgränsades före 2015 till en småort. Från 2015 räknas området som en del av tätorten Selånger.